# ホワイトベース
ホワイトベース (WHITE BASE) は、「ガンダムシリーズ」に登場する架空の兵器。初出は、1979年に放送されたテレビアニメ『機動戦士ガンダム』。
作中の軍事勢力である「地球連邦軍」の宇宙戦艦、または宇宙空母。人型ロボット兵器「モビルスーツ（MS）」の運用能力を持つ初の連邦軍艦であり、ガンダムなどのMSや戦闘機を複数搭載している。
劇中では「ジオン公国軍」の襲撃を逃れてきた主人公「アムロ・レイ」ら民間人が乗り込み、士官候補生から艦長となる「ブライト・ノア」や生き残った下士官とともに各地を転戦する。

## デザイン
デザイン担当は大河原邦男。
本艦のデザインは元々『無敵鋼人ダイターン3』用のメカとして考案され、基本デザインまで描かれていたものの流用である。そのためか、『機動戦士ガンダム』の中で最も早くデザインに着手されたメカでもある（1978年7月）。準備稿段階では作品の仮タイトルが『フリーダム・ファイター』とされていたことから、本艦の名称は「フリーダム・フォートレス」であった。当初はロボット的なメカを登場させるつもりはなく、宇宙空母である本艦が主役メカとなる予定であった。
スフィンクスがモチーフ
「木馬」という異名は、スポンサーとなるクローバーが「木馬のような形の宇宙空母だけではオモチャとして商売がしにくい」と要望したことにちなんでいるという。ただし、大河原はスフィンクスをモチーフにデザインしたと発言している。
当初は主翼がなく、それが付けられた時点で「ペガサス」「コスモペガサス」「スペースペガサス」といった名称の候補が挙げられた。クローバーから発売されたダイカスト製ホワイトベースは尾翼がT字型の1枚のみであるが、これはまだ準備稿段階のデザインを元にしたためである。

### その他
非現実的なデザイン
従来のロボットアニメと一線を画したリアルな科学考証が評判だった『ガンダム』において、本船が十分な揚力や垂直噴射もなしに空中を飛行していることの矛盾が指摘されており、後に書籍『ガンダムセンチュリー』においてこれを解決する設定としてミノフスキークラフトが考案され、ひいてはミノフスキー粒子の諸設定に発展することとなった。なお、1980年代に行われた高千穂遥との対談では、富野は「何で浮いているかは俺も知らん（笑）」と述べていた。
富野は「あんな戦艦、現実にはあるはずがないんです」とコメントしている。また、同様の経緯でトリコロールになったガンダムのカラーリングに対しても不快感を示している。さらに、富野は物語の中で動かしていくうちに「この形状の戦艦を飛行させたら、どう考えても戦闘機に簡単に撃墜されてしまう」ということに気付き、現実感のなさを痛感していたとされる。
ヤマト VS ホワイトベース
テレビ放送終了間際に発行された『月刊アニメージュ』1979年12月号で、「ヤマトとどっちが強いのですか？」という読者からの質問に対し、富野は「波動砲さえかわせれば、ホワイトベースが強いにきまっています」と答えた。また、「巨大ロボットになるんじゃないか？」という質問には、「テレビマンガの見過ぎです。『ガンダム』以外は観ないでください（笑）」と答えた。

## 設定解説
地球連邦軍所属のペガサス級強襲揚陸艦2番艦（一部資料ではホワイトベース級1番艦）で、宇宙戦艦（SBB）、宇宙空母（SCV）、宇宙攻撃空母（SCVA）、MS搭載強襲揚陸艦（LMSD）、RX-MS用強襲揚陸艦 などと分類されることもある（経緯は後述）。サイズや重量に関しては旧来より諸説が混在している（諸元参照）。
連邦の宇宙艦としては初めてMSの運用能力を持ち、V作戦のRX計画によって製造された「RX-78 ガンダム」、「RX-77 ガンキャノン」、「RX-75 ガンタンク」といったコア・ブロック・システム採用機の搭載を前提とした設備を持つ。
単艦多用途の戦艦
総監督の富野喜幸（富野由悠季）によれば、「ホワイトベースという存在は、戦争初期の敗退で生産力の激減した状態の連邦軍が単艦多用途を追求するあまり、“火力は戦艦以下、速力は高速艇以下、物資輸送能力は輸送機以下”という中途半端な艦を造ってしまった結果」なのだという。富野は小説版『機動戦士Ζガンダム』では、本艦の艦種を「強襲用重巡洋艦」と表記している。
とはいえ、搭載するMSの性能は高く、このMSも搭載火器の役割を果たしていた。この方式は軍部にとって結果的に満足できるものであったため、のちにアーガマ級やラー・カイラム級など、類似した方式をとる艦が建造される。
特徴的な機能
特徴的な機能として、ミノフスキー・クラフト・システムを利用した大気圏内での反重力浮上推進や、オプション装備なしで大気圏再突入・離脱が可能であるが、この機能はのちの連邦艦艇にはほとんど引き継がれていない。
そのほかの機能としては、艦全体が主船体、エンジン、艦載機運用区画などにブロック化されており、部分部分を切り離すことが可能である（短期間での搭載機の宇宙戦闘機からMSへの大幅な設計変更や、ア・バオア・クーにおいてメインエンジンが破損した際にエンジンを切り離し、その結果、座礁し航行不能に陥るものの、致命的な損傷を免れたのはこの機能があったからである）。また、艦体中央部に回転式の重力ブロックが存在する。
両舷に艦載機用のリニアカタパルトを有し、その外観が馬が手足を前後に伸ばした形に似ていたため、ジオン軍からは「木馬」（英語版では" Trojan horse "『トロイの木馬』）のコードネームで呼ばれる。
その他、全ての砲塔を収納することができるのも特徴的。民生用の補給艦と偽装していた際や、大気圏突入の際に収納している。
艦籍番号
艦籍番号（ハルナンバー）は、『モビルスーツバリエーション』によれば「SCV-70」であり、一般的にはこちらが使われているが、これは宇宙空母あるいは宇宙攻撃空母としての番号である。講談社発行の書籍『機動戦士ガンダムMSVコレクションファイル 宇宙編』（1999年）によれば「LMSD-71」とされるが、これはMS搭載強襲揚陸艦としての番号である。

### 開発経緯
V作戦により建造されたとされているが、『モビルスーツバリエーション』などではやや異なる表記がされている。
一年戦争開始以前、地球連邦軍初の宇宙空母(SCV)開発計画である「SCV-X計画」という計画からの始まりであり、当初、搭載される予定であった機種はFF-S3 セイバーフィッシュ航宙戦闘機12機であったという。「SCV-X計画」では、複数の開発計画を進行させるものであったらしく、その中の「SCV-27計画」あるいは「SCV-27A計画」が採用される。その計画の1番艦として建造されたのが、ホワイトベースであるという。また一時期、議会通過のための偽装として宇宙戦艦（SBB）に分類されていたが、起工時にRXモビルスーツ用強襲揚陸艦もしくはモビルスーツ搭載強襲揚陸艦（LMSD）に種別が変更されたとされる。さらに竣工時に宇宙攻撃空母（SCVA）に変更されたという記述もある。
「SCV-27計画」あるいは「SCV-27A計画」の艦船の建造は、0077年度戦力整備計画で承認。宇宙世紀0078年2月に、ジャブローAブロック1号ドックで起工される（0079年起工説あり、また、建造されたドックは不明であるとする説もある）。翌0079年1月に始まった一年戦争の初期の大敗を受けてV作戦が発動され、本艦は宇宙戦闘機ではなく、MSの運用を前提とした艦に計画を変更され、同年4月に改修。進宙は7月。竣工は9月1日である。
本艦の艦級は『モビルスーツバリエーション』ではホワイトベース級であるが、公式設定ではペガサス級とされている。ペガサス（艦籍番号：SCV-69）の起工はほぼ同時期であり、本来、ペガサスのほうが先に就役する予定であった。しかし、エンジン部分の設計に問題が見つかり、ペガサスはその改修によって建造が大幅に遅れた。ホワイトベースは若干後から起工したことにより、建造がそこまで進んでいなかったために事前に回避することができ、結果としてペガサスより1週間早く竣工することができた。つまり、起工順に従えばペガサスが1番艦、ホワイトベースは2番艦となり、竣工順に従えばホワイトベースが1番艦、ペガサスは2番艦となる。この複雑な設定の経緯は、アニメ描写上は一番艦であるホワイトベースをのちにペガサス級と設定したため、ネームシップと一番艦の艦名が異なるという矛盾を回避するため、後付けで設定を追加したためである。
なお、このエンジン部分の問題は完全には解決せず、ホワイトベースはこの不調に大きく悩まされる。そのため、ペガサス級（SCV系統）は3番艦でいったん打ち切り、4番艦以降は大幅に設計を変更した準ホワイトベース級（改ペガサス級、SCVA系統）として建造を続けたとされる。富士急ハイランドの劇場アトラクション『GUNDAM THE RIDE』（2000年）によると、ペガサス級5番艦とされるSCV-73 ブランリヴァルが設定され、SCV系統も建造が続けられる。

### 武装
武装は大口径連装実体弾砲 (前部主砲) 1基 (計2門)、連装偏向型メガ粒子砲 (ビーム砲) 2基 (計4門)を主砲として装備している。実体弾砲、メガ粒子砲のいずれも従前の威力を凌駕している。
52センチ（58センチとも88センチとも)という史上最大の口径を持つ主砲の火力は従来の宇宙戦艦などと比べ強力で、弾頭重量2トン、最大射程70キロメートル（地上）にもおよぶ。ただし威力に比例して反動が大きいため、使用時にはほかの火砲の使用を制限する必要がある。
メガ粒子砲は砲軸線を舷側に向けた形で収納され、展開時は左右に180度（艦首方向から艦尾方向まで）回転可能。仰角の可動範囲は不明。連邦軍本部のジャブローで、ウッディ・マルデン大尉らによって宇宙で威力を発揮する新型に換装される。
一方、複雑な船体構造のため、武装の取り付けが制約され、それ以外は射程の短い近接戦闘兵器のみで副砲はなく、戦闘艦としての火力は前述のように重巡洋艦程度にとどまり、あとは連装機関砲18基とミサイルランチャー40門となっているため、防衛はMS頼りであった。

## ホワイトベース隊
ホワイトベースは元々、艦自体の所属が未決定であった。そのため所属部隊は、艦名からホワイトベース隊と便宜上呼ばれるようになる。この名称は第13独立部隊への所属が決定した後も使われる。
彼らは正規の軍人ではなく、ほとんどが民間人の少年少女である。また、サイド7入港時に正規クルーのほとんどが、シャア・アズナブル率いる部隊による攻撃とその後の追撃により負傷もしくは死亡するため、ブライト・ノアやリュウ・ホセイら経験のとぼしい士官候補生や訓練兵がメインクルーを引き継ぐ。その構成と彼らがあげた戦果から連邦・ジオンの双方から「ニュータイプ部隊」との噂が立てられる。

### クルー
艦長
- パオロ・カシアス中佐（サイド7の戦闘で負傷しルナツーに寄港後、テレビ版は死亡、劇場版は静養のため艦を降りる。）
- ブライト・ノア少尉→中尉（劇場版では最終的に大尉）（士官候補生）

パイロット
- アムロ・レイ曹長（劇場版は少尉） ：ガンダム、コア・ファイター、ガンキャノン、ガンタンク
- カイ・シデン伍長（劇場版は少尉） ：ガンキャノン、ガンタンク、ガンペリー
- ジョブ・ジョン （パイロット候補生）：ガンキャノン、ガンタンク
- スレッガー・ロウ中尉 （正規パイロット）：コア・ブースター（Gファイター） ※ジャブローにおいて補充兵として着任。
- セイラ・マス軍曹→准尉（劇場版は少尉） （通信士から配置転換）：コア・ブースター（Gファイター）、ガンダム
- ハヤト・コバヤシ伍長（劇場版は曹長） ：ガンタンク、ガンキャノン、コア・ファイター、ガンペリー、Gファイター、Gスカイ・イージー
- リュウ・ホセイ曹長（戦死後、アニメ版は二階級特進で中尉、劇場版は三階級特進で大尉） （パイロット候補生）：ガンタンク、ガンキャノン、コア・ファイター

ブリッジ
- オスカ・ダブリン上等兵（オペレーター）
- マーカー・クラン上等兵（オペレーター）
- ミライ・ヤシマ少尉 （操舵士）
- フラウ・ボゥ二等兵（劇場版は上等兵） （通信士）

サブブリッジ
- バンマス （副操縦士）

メカニック
- オムル・ハング兵曹長 （メカニックチーフ）
- カル
- ハワド
- フムラウ
- マクシミリアン

その他
- キムラ
- サンマロ （医務兵）
- タムラ （料理長）
- マサキ （看護兵）
- ロウル

機関
- ラム・ドワイ少尉 ※小説のみ

ミサイル管制
- トルカム上等兵 ※小説のみ

民間人など
- カツ・ハウィン
- キッカ・キタモト
- レツ・コ・ファン
- ハロ（ペット・ロボット）

### 艦載機
- RX-78 ガンダム
  - 2機あるいは3機（6機説あり）が搭載される予定だったが、ジオン軍の襲撃で1号機は大破、3号機は中破したため機密保持のため破壊処分、残された2号機のみが搭載される。機体番号はWB102であるとされる。この機体は、一般的にはRX-78-2仕様の2号機であるとされるが、のちにRX-78-2あるいはRX-78-3仕様の3号機（G-3ガンダム）に載せ換えられたという説もある。しかし、これは2号機にマグネット・コーティングが施されたことによりRX-78-3仕様に近くなった、あるいはRX-78-3仕様そのものになったことから来た誤解とされる。
- RX-77 ガンキャノン
  - 2機、4機あるいは6機が搭載される予定だったが、ガンダムと同じくジオン軍の襲撃で大半が破壊され、残存した1機のみが搭載される。機体番号はC108。この機体 (C108) は少なくとも1号機ではないと思われる（1号機はRX-77-1A ガンキャノンAに改装されたとされるため）。かつて、この機体がRX-77-1仕様であるかRX-77-2仕様であるかはよく分かっておらず、そのためにこの機体をRX-77-1と記述した資料も多数存在したが、現在ではRX-77-2仕様であったことが判明している。そのため、RX-77-1はその姿や仕様はまったく不明とされるようになった。
  - 劇場版では、ジャブローへの帰港時に機体番号C109の機体が1機追加されたとされ、その後の宇宙戦では計2機で運用されたとされる。
- RX-75 ガンタンク
  - 2機、3機、4機、6機あるいは8機が搭載される予定だったとされる。型式番号は一部の資料ではRX-75-4であるとされる。しかし、一説によれば一人乗り用に改装された際に型式番号の変更が行われたとされるが、RX-75-4というのが改装前と改装後のどちらの状態を指すのかは不明である。
  - 劇場版では、ジャブローへの帰港時にガンキャノンC109と入れ替わりで降ろされたとされる。
- ガンペリー
- FF-X7 コア・ファイター
- FF-X7-Bst コア・ブースター
- Gファイター（Gメカ）
- ランチ（スペースランチ）

## 劇中での活躍
以下の内容は原則的に劇場版のものであり、テレビアニメ版の内容は都度テレビ版と記述する。
宇宙世紀0079年9月1日、ジャブローにて竣工。同年9月15日、パオロ・カシアス艦長指揮のもと、テストを兼ねルナツーへ向けて出航し、一説によれば9月17日に寄港。そして搭載するRXタイプMSを受領するため、9月18日、サイド7・1バンチに入港する。物語はここから始まる。
9月15日の大気圏突破時、ジオン公国軍のシャア・アズナブル少佐率いる特務部隊に発見され、振り切ろうと努力するも結局、捕捉されたままサイド7に入港する。入港直後にMS小隊による強襲を受け、パオロは負傷。その後はブライトが艦長代行を務める。同時にパイロットを含む正規士官もほとんどが戦死または負傷するため、下士官や訓練兵、サイド7から避難してきた民間人などで暫定的に運用される。搭載予定だったMSも多くが破壊、あるいは破棄され、残存したガンダム、ガンキャノン、ガンタンクを1機ずつ収容する。
そして、アムロ・レイなどの活躍により、予定より30分遅れで9月18日のうちに出航。追撃を受けながらも9月20日、ルナツーに入港する。テレビ版では、再度シャアによる襲撃を受け、パオロは戦死する。9月22日、ルナツー司令ワッケイン少佐の命により、サラミス級巡洋艦1隻（艦名はマダガスカルとの説あり）とともにジャブローへ向けて出航する。9月23日、大気圏へ突入するが、その際シャアによる追撃を受け、ジャブローのある南アメリカではなくジオン公国軍占領下の北アメリカに降下する。その後は戦力不足や推進エンジンの不調のため直接南進して南アメリカへ向かうことはできず、途中レビル将軍が派遣したマチルダ・アジャン中尉率いる第136補給部隊の支援を受けながら西進し、搭載兵器の性能やパイロットの能力にも助けられ幾多の戦果を挙げる。
10月4日、シアトルにてジオン公国地球方面軍司令官であるガルマ・ザビ大佐指揮の機動大隊と交戦し、これを殲滅。その後、ガルマの残党やランバ・ラル隊による襲撃を受けながらもさらに西進を続け、太平洋を横断し、10月10日、ロブ湖付近に到着（テレビ版では、10月7日に日本の山陰地方）。レビル将軍の命によりオデッサ作戦に参加するため、中央アジアに進路をとる。11月2日、レビル将軍にカスピ海を渡るよう指示されるが、それを守れず中央アジアを進撃中、コア・ブースター（テレビ版ではガンダム用支援パーツ「Gファイター」）1機を補充される。11月5日、幾度か交戦してきたラル隊を撃破する。しかしその後のラル隊残党との戦闘でリュウが戦死する。11月9日には黒い三連星と交戦（テレビ版では11月6日に初交戦）し、これを撃破。
11月18日、ベルファストに入港する。11月19日、21日にジオン軍の26潜水戦隊（フラナガン隊）から2度にわたる襲撃を受けるもこれを撃破。11月21日深夜にベルファストを出航、大西洋を横断し南米ジャブローへ向かう。出航時からマッドアングラー隊に追尾されており、大西洋上でこれと交戦、フラナガン・ブーン、ミハル・ラトキエ戦死。11月27日にジャブローに入港する。この入港でジャブローの位置がジオン側に察知され、11月30日にジャブロー攻略戦が行われる。ホワイトベースの乗員も参加し、マッドアングラー隊のシャアとガンダムが交戦。また、マッドアングラー隊によってMS工場に仕掛けられていた爆弾をホワイトベースの乗員が撤去する。
ジャブローにて地球連邦宇宙軍第2連合艦隊（通称ティアンム艦隊）第13独立部隊に所属が決定され、乗員の正式任官や昇格が行われる。ここでホワイトベースは大幅な改修を行われ、メガ粒子砲は横連装から縦連装に換装された（テレビ版では横連装のまま）。またその際、ジャブローのドックで建造中であったペガサス級6番艦「SCVA-74」（名称未定、一説によればのちのスタリオン）はホワイトベースの特定修理のための部品取りのために建造を中止し、そのまま終戦まで放置される（建造が続けられたという説もある）。この時コア・ブースター（テレビ版ではGファイター）1機が配備、補充人員としてスレッガー・ロウ中尉が配属されている。また、この時にガンタンクと入れ替えでガンキャノンC109を補充する（テレビ版ではガンタンクのまま）。
12月2日に囮艦の4隻の一つとしてジャブローを出航し、ルナツーのワッケイン大佐と合流するため再び宇宙へ向かう（一説によれば13日）。12月4日、ジオン軍のキャメル艦隊と交戦し全滅させる。キャメル艦隊長ドレン大尉戦死。その後、サイド6のパルダ・コロニーに入港する。12月5日未明に出航し、ジオン軍のコンスコン艦隊と（テレビ版では2度）交戦。全滅させる（コンスコンは戦死）。
そしてサイド5のテキサスコロニー付近でワッケイン率いる第3艦隊と合流。12月24日、ソロモン攻略戦に参加。スレッガーがビグ・ザムに特攻し戦死するが、ガンダムによってビグ・ザムを撃破（搭乗していたドズル・ザビ中将は戦死）。
12月30日、ア・バオア・クー攻略戦に参加するため集合地点に向かうが、ソーラ・レイにより連邦艦隊はその3分の1を損失（ソーラ・レイ照射）。遅参したホワイトベースはマゼラン級戦艦ルザルを旗艦とする第1大隊に編入され、連邦艦隊再集結の目印とされる。再集結後、連邦艦隊はア・バオア・クーへ向かい、12月31日、ホワイトベースは左舷エンジンに直撃を受けてア・バオア・クーに着底、さらに間もなく右舷エンジンもリック・ドムのジャイアントバズにより破壊され、航行能力を完全に失う。乗員は艦を砦として白兵戦を続けたのち、ランチにて総員退去。直後にホワイトベースは大爆発を起こし完全喪失、戦後除籍となる。
ホワイトベースの乗員は白兵戦を行ったのち、ランチ2艇でア・バオア・クーを脱出し、一説によればペガサス級強襲揚陸艦ブランリヴァル、あるいはサラミス級巡洋艦フィラデルフィアに回収され、月面グラナダに到着する。彼らはその後、地球連邦政府により英雄として祭り上げられる。

### 小説版
富野由悠季の小説『機動戦士ガンダム』では、ホワイトベース級強襲揚陸艦1番艦ペガサスとして登場する（2番艦が「サラブレット」、3番艦が「ペガサス・J」）。なおネームシップのはずの「ホワイトベース」は登場しない。
サイド7寄港時にガンダム3機、ガンキャノン3機が搬入される予定だったが、ザクの襲撃により、実際に搭載されたMSはガンダム1機、ガンキャノン2機。
アニメ版とは異なり、地球に降りないまま転戦し（ガルマのガウとも宇宙で交戦する）、ルナツーに入港後ワッケイン大佐指揮の第13独立戦隊に配属される。アニメ版で地球に降ろしたのは、地球に降ろさないと打ち切りされるのではとの危機感からだと雑誌の対談で答えている。スペースコロニー「テキサス」周辺の戦いでガンキャノン1機（リュウ・ホセイ搭乗）およびガンダム2号機は撃破され、ペガサスも撃沈される。その後、ペガサスの生存者は月の地球側にあった連邦軍の基地「フロント・バック」で再編成された「第127独立戦隊」の中核として、ホワイトベース級3番艦「ペガサスジュニア（ペガサスJ）」（艦名はペガサスにあやかって命名）に配属され、濃いグレーに塗装されマグネット・コーティング処理を施されたガンダム3号機（識別番号G3）およびペガサスから引き継いだガンキャノン「C-108」と補充された「C-109」、ジム「324」「325」2機、203戦隊の宇宙戦闘機トマホーク12機、随伴艦としてサラミス級巡洋艦「キプロス」「グレーデン」、ボール4機を与えられる。
第127独立戦隊はコレヒドール暗礁宙域の戦闘で「グレーデン」、ジム324、203戦隊の大半とボール全機が、ア・バオア・クーに参戦したドズル艦隊との戦いでジム325が撃墜され、さらにソーラ・システム照射によってカラル中将指揮下の連邦軍支援艦隊が消滅したのちの混乱の中でガンダムG3、ガンキャノンC-109を失いながらも、キシリア・ザビとシャアに協力してキシリアの座乗する戦艦「ズワメル」とともにジオン本国を急襲し、シャアとともにジオン共和国を建国、ジオン共和国軍の中核として留まったとされる。
この設定はのちに『モビルスーツバリエーション』に取り入れられ、グレーのガンダム3号機はG-3ガンダムに、ペガサスJはホワイトベースJr.（ホワイトベースジュニア、艦籍番号：SCV-71）となった。小説版とアニメ版ではペガサスとホワイトベースの立場が異なるため、こちらではホワイトベースにあやかって付けられたという設定とされた。また、『モビルスーツバリエーション』でペガサス級ではなくホワイトベース級が正しいとされ、ホワイトベースが1番艦、ペガサスが2番艦とされているのも小説版の影響である。

#### ペガサスJの追加乗組員
デッキ人員
- キャラハン・スレイ軍曹

パイロット
- サーカス・マクガバン少尉（ジム324）
- キリア・マハ中尉（ジム325）

### 『機動戦士ガンダム THE ORIGIN』
安彦良和による漫画『機動戦士ガンダム THE ORIGIN』では、ホワイトベースは補給艦（正確には補給艦に偽装した軍艦）として登場する。こちらも基本的にテレビ版に近い経緯をたどるが、太平洋を横断せずにアメリカ西海岸を南下してジャブローに入る点が異なる。
ジャブローでは大改装を経て、本来の姿であるペガサス級宇宙戦艦1番艦ペガサスとして再竣工する。つまり、ORIGIN版においては、ホワイトベースとペガサスは同一の艦である。また、ホワイトベースの活躍によって戦艦としての有用性が認められた結果、ホワイトベースがジャブローに到着した時点で2番艦や3番艦も着工され、その後1か月の間に7番艦アルバトロスまでが建造される。オデッサ作戦の開始時（ジャブロー戦の後に変更）には就航していた同型艦が複数の作戦に参加するほか、ア・バオア・クー攻略戦では船体を一体化して搭載能力と生産性を高めた改良型が、ジム部隊の母艦として多数投入される。
なお、ORIGIN版のアニメにおけるホワイトベースの内装はイージス艦のような色にされているが、アニメ映画『機動戦士ガンダム ククルス・ドアンの島』では美術監督の金子雄司がテレビ版に向けたリスペクトにより、船体の設定はORIGIN版を引き継ぎつつも内装の色はテレビ版に近いものに戻されている。

#### THE ORIGINでの追加乗組員
パイロット
- ヴェルツ大尉（ガンダム01号機）
- ウィリー・ケンプ中尉（ガンダム02号機）
- キム伍長（ガンタンク）
- ニカウ（ガンタンク）
- ヤン（ガンタンク）
- シン少尉（ガンキャノン）
- ダニエル・シェーンベルグ兵長（ガンキャノン、ガンタンク）
- エトゥル・ベオルバッチェ曹長（ジム）
- ミカエル・ロドリゴ軍曹（ジム）
- ウォン・チャン伍長（ジム）
- イ・ウンジュ少尉（増加装甲型ジム）
- タカアキ・ヤジマ少尉（増加装甲型ジム）

ブリッジ
- ラウル中尉
- 女性士官（官姓名不明）
- ワッツ少尉
- リツマ曹長（副通信士）

メカニック
- マグダレナ・ロッシ少尉（技術担当仕官）

機関
- ベンジャミン・アダムス曹長（機関長）

### 『機動戦士Gundam GQuuuuuuX』
『機動戦士Gundam GQuuuuuuX（ジークアクス）』におけるホワイトベースに相当するのが強襲揚陸艦ソドン（艦籍番号：LMSD-70）で、元の艦名は前述の小説版と同じ「ペガサス」である。オリジナルとの大きな違いとして、揚陸艦の擱座着岸に相当する運用を実現するため、艦首部の艦載機運用区画と主船体間の衝撃吸収機構やメインエンジンの逆推力装置が装備されている。
こちらはテレビ・映画版『機動戦士ガンダム』とは異なり、ジオン公国軍のサイド7・1バンチの偵察にシャア自らが加わり、ガンダムと共にペガサスが奪取される。パオロ・カシアス艦長はじめブリッジクルーは、シャアの乗るガンダムに艦橋を破壊され戦死。
そのままシャアの部隊にジオン本国まで曳航され、V作戦運用の為に艦内に持ち込まれていた技術資料、整備や補給に必要な各種機材や軍需物資類がガンダム2号機諸共ジオン技術陣に引き渡された。ガンダムはリバースエンジニアリング解析された結果、短期間でジオン製の量産型ガンダム（ゲルググ）の開発を成功させる技術的基盤となった。
破壊された艦橋はペガサスとほぼ同様のものに修復され、カラーリングはムサイ級の内装と同様の赤を基調にしたものとなっている。同時に船体も緑を基調としたものに塗り替えられ、艦名もソドンに変更されジオン公国軍唯一の強襲揚陸艦として登録される。その後はキシリア・ザビ麾下の突撃機動軍に編入される。
月面都市グラナダ防衛作戦では、殴り込み艦隊の旗艦として宇宙要塞ソロモンへの強襲上陸を敢行。ソロモンの爆破には失敗したが、シャアの「赤いガンダム」を爆心地としたゼクノヴァと呼ばれる現象の発生により、ソロモン落下阻止とグラナダ防衛には成功する。
宇宙世紀0085年時点でも現役で、ゼクノヴァで消息不明となったシャアと赤いガンダムを捜索しており、各サイドとの地位協定で捜索におけるジオン公国の優先権が認められている。
サイド6のイズマ・コロニー外壁落書き事件で、出現した赤いガンダムを追っていたエグザベ・オリベ少尉が不法入国の現行犯でイズマ・コロニー軍警察に逮捕された際は、優先権を盾に平和的且つ半ば強引にイズマ・コロニー内に進入し、エグザベを釈放させている。

#### グラナダ防衛作戦での乗組員
パイロット
- シャア・アズナブル大佐（赤いガンダム、作戦立案、作戦指揮）
- シャリア・ブル大尉（キケロガ）
- トクワン大尉（リック・ドム）
- デミトリー曹長（ザク）

ブリッジ
- ドレン大尉（艦長、殴り込み艦隊指揮）
- マリガン中尉（役職不明）

#### 宇宙世紀0085年時点の乗組員
パイロット
- シャリア・ブル中佐（キケロガ、捜索指揮）
- エグザベ・オリベ少尉（GQuuuuuuX、エグザベ専用ギャン（ハクジ装備））

ブリッジ
- コモリ・ハーコート少尉（役職不明）
- ラシット中佐（艦長）
- タンギ曹長（操舵士）
- オシロ軍曹（通信士）
- セファ伍長（オペレーター）
- ベノワ伍長（オペレーター）

モビルスーツ整備担当
- コワル中尉（技術士官）
- シムス・アル・バハロフ大尉（技術士官）

その他
- キシリア・ザビ（突撃機動軍司令官）
- アサーヴ中尉（役職不明）
- アマテ・ユズリハ（サイド６ 民間人）